# Deuterophysa costimaculalis
Deuterophysa costimaculalis is een vlinder van de familie van de grasmotten (Crambidae), uit de onderfamilie van de Spilomelinae. De wetenschappelijke naam van deze soort is voor het eerst voorgesteld door William Warren in een publicatie uit 1889.
De soort komt voor in Brazilië.